# 埃爾克河 (愛達荷州)
埃爾克河（英語：Elk River）是一個位於美國愛達荷州清水縣的城市。

## 地理
埃爾克河的座標為46°46′58″N 116°10′48″W / 46.78278°N 116.18000°W，而該地的平均海拔高度為870米（即2854英尺）。

## 人口
根據2020年美國人口普查的數據，埃爾克河的面積為0.38平方千米，當中陸地面積為0.38平方千米，而水域面積為0.00平方千米。當地共有人口139人，而人口密度為每平方千米365.79人。

## 教育
當地的公立學校於1990年停辦，因此學生改前往拉塔縣博維爾就讀。